# قائمة أمراء الدولة الإخشيدية
الدولة الإخشيدية، هي دولة حكمت مصر خلال القرن الرابع الهجري (العاشر الميلادي). فعندما سقطت الدولة الطولونية على يد محمد بن سليمان الكاتب عام 292 هـ استعاد العباسيون مصر والشام (بلاد الشام)، لكن في عام 321 هـ عيّن الخلفية العباسي محمد الإخشيد والياً على المنطقة، وبعد ذلك بسنتين عام 323 هـ أعلن محمد استقلاله عن الخلافة العباسية وأصبح خارجاً عن سلطة العباسيين تقريباً. ومع الوقت استغل محمد بعض الفرص لإضافة المزيد من المناطق إلى دولته فاستولى على الحجاز في عام 331 هـ، وبعد ذلك حكم 4 من أحفاده وأقاربه بعده ثم استطاع الفاطميون الاستيلاء على مصر والشام وأسقطوا بذلك الدولة الإخشيدية وذلك على يد جوهر الصقلي في عهد المعز لدين الله الفاطمي.

## القائمة
| الترتيب                                                                                            | اللقب والكِنية                               | الاسم                                                        | فترة الحُكم                                  | نبذة                                        |
| وُلاة عبَّاسيُّون مُستقلُّون إداريًا بِحُكم مصر والشَّام                                                        | وُلاة عبَّاسيُّون مُستقلُّون إداريًا بِحُكم مصر والشَّام | وُلاة عبَّاسيُّون مُستقلُّون إداريًا بِحُكم مصر والشَّام                  | وُلاة عبَّاسيُّون مُستقلُّون إداريًا بِحُكم مصر والشَّام | وُلاة عبَّاسيُّون مُستقلُّون إداريًا بِحُكم مصر والشَّام |
| -------------------------------------------------------------------------------------------------- | ------------------------------------------- | ------------------------------------------------------------ | ------------------------------------------- | ------------------------------------------- |
| | والي أبو بكر الإخشيد                        | مُحمَّد بن طُغج بن جُف                                            | 323 - 334هـ 935 - 946م                      |                                             |
| | والي أبو القاسم                             | أُنوجور بن مُحمَّد بن طُغج                                        | 335 - 349هـ 946 - 960م                      |                                             |
| | والي أبو الحسن                              | عليّ بن مُحمَّد بن طُغج                                           | 349 - 355هـ 961 - 966م                      |                                             |
| | والي أبو المسك                              | كافور الليثي السوري                                          | 355 - 357هـ 966 - 968م                      |                                             |
| | والي أبو الفوارس                            | أحمد بن عليّ بن مُحمَّد تحت وصاية عمِّه، الحسن بن عُبيد الله بن طُغج | 357 - 358هـ 968 - 969م                      |                                             |
| القائد الفاطمي جوهر الصقلي يفتح مصر. والحسن بن عُبيد الله ينسحب مع أغلب الأُسرة الإخشيديَّة إلى الشَّام. |                                             |                                                              |                                             |                                             |